# Lisboa Belém Open 2024 - Doppio maschile
Il doppio maschile del torneo di tennis professionistico Lisboa Belém Open 2024, facente parte della categoria Challenger 100 nell'ambito dell'ATP Challenger Tour 2024, si è giocato dal 23 al 29 settembre a Lisbona, in Portogallo. Zdeněk Kolář e Karol Drzewiecki erano i detentori del titolo ma solo Drzewiecki aveva scelto di difendere il titolo in coppia con Piotr Matuszewski.
In finale Romain Arneodo e Théo Arribagé hanno sconfitto George Goldhoff e Fernando Romboli con il punteggio di 6–2, 6–3.

## Teste di serie
1. Romain Arneodo /  Théo Arribagé (campioni)
2. Victor Vlad Cornea /  Denys Molčanov (primo turno)

1. Marco Bortolotti /  Ryan Seggerman (primo turno)
2. Petr Nouza /  Patrik Rikl (quarti di finale)

## Wildcard
1. Gastão Elias /  Gonçalo Falcão (primo turno)

1. Frederico Ferreira Silva /  Duarte Vale (primo turno)

## Tabellone

### Legenda
| - Q = Qualificato - WC = Wild card - LL = Lucky loser | - ALT = Alternate - SE = Special Exempt - PR = Protected Ranking | - w/o = Walkover - r = Ritirato - d = Squalificato |

|  | Primo turno | Primo turno                  | Primo turno                  | Primo turno | Primo turno |  |  | Quarti di finale | Quarti di finale             | Quarti di finale             | Quarti di finale           | Quarti di finale     |                      |     | Semifinali | Semifinali                   | Semifinali                   | Semifinali                       | Semifinali                       |   |   | Finale | Finale | Finale | Finale | Finale |  |
|  |             |                              |                              |             |             |  |  |                  |                              |                              |                            |                      |                      |     |            |                              |                              |                                  |                                  |   |   |        |        |        |        |        |  |
|  | 1           | R Arneodo T Arribagé         | R Arneodo T Arribagé         | 6           | 7           |  |  |                  |                              |                              |                            |                      |                      |     |            |                              |                              |                                  |                                  |   |   |        |        |        |        |        |  |
|  | WC          | G Elias G Falcão             | G Elias G Falcão             | 1           | 62          |  |  | 1                | R Arneodo T Arribagé         | R Arneodo T Arribagé         | 6                          | 6                    |                      |     |            |                              |                              |                                  |                                  |   |   |        |        |        |        |        |  |
|  |             | LD Martínez D Vega Hernández | LD Martínez D Vega Hernández | 6           | 7           |  |  |                  | LD Martínez D Vega Hernández | LD Martínez D Vega Hernández | 4                          | 3                    |                      |     |            |                              |                              |                                  |                                  |   |   |        |        |        |        |        |  |
|  |             | J Faria H Rocha              | J Faria H Rocha              | 2           | 65          |  |  |                  |                              |                              |                            |                      |                      |     | 1          | R Arneodo T Arribagé         | 4                            | 7                                | [10]                             |   |   |        |        |        |        |        |  |
|  | 4           | P Nouza P Rikl               | P Nouza P Rikl               | 6           | 6           |  |  |                  |                              |                              | K Drzewiecki P Matuszewski | 6                    | 5                    | [7] |            |                              |                              |                                  |                                  |   |   |        |        |        |        |        |  |
|  |             | D Cukierman I Sabanov        | D Cukierman I Sabanov        | 2           | 3           |  |  | 4                | P Nouza P Rikl               | 64                           | 710                        | [5]                  |                      |     |            |                              |                              |                                  |                                  |   |   |        |        |        |        |        |  |
|  |             | K Drzewiecki P Matuszewski   | 5                            | 7           | [10]        |  |  |                  | K Drzewiecki P Matuszewski   | 7                            | 68                         | [10]                 |                      |     |            |                              |                              |                                  |                                  |   |   |        |        |        |        |        |  |
|  |             | A Donski N Oberleitner       | 7                            | 64          | [7]         |  |  |                  |                              |                              |                            |                      |                      |     | 1          | Romain Arneodo Théo Arribagé | Romain Arneodo Théo Arribagé | 6                                | 6                                |   |   |        |        |        |        |        |  |
|  |             | A Jecan I Liutarevich        | A Jecan I Liutarevich        | 7           | 7           |  |  |                  |                              |                              |                            |                      |                      |     |            |                              |                              | George Goldhoff Fernando Romboli | George Goldhoff Fernando Romboli | 2 | 3 |        |        |        |        |        |  |
|  | WC          | F Ferreira Silva D Vale      | F Ferreira Silva D Vale      | 64          | 65          |  |  |                  | A Jecan I Liutarevich        | A Jecan I Liutarevich        | 3                          | 4                    |                      |     |            |                              |                              |                                  |                                  |   |   |        |        |        |        |        |  |
|  |             | Í Cervantes D Rincón         | Í Cervantes D Rincón         | 78          | 6           |  |  |                  | Í Cervantes D Rincón         | Í Cervantes D Rincón         | 6                          | 6                    |                      |     |            |                              |                              |                                  |                                  |   |   |        |        |        |        |        |  |
|  | 3           | M Bortolotti R Seggerman     | M Bortolotti R Seggerman     | 6           | 4           |  |  |                  |                              |                              |                            |                      |                      |     |            | Í Cervantes D Rincón         | Í Cervantes D Rincón         | Í Cervantes D Rincón             |                                  |   |   |        |        |        |        |        |  |
|  |             | S Martos Gornés S Walków     | S Martos Gornés S Walków     | 64          | 3           |  |  |                  |                              |                              | G Goldhoff F Romboli       | G Goldhoff F Romboli | G Goldhoff F Romboli | w/o |            |                              |                              |                                  |                                  |   |   |        |        |        |        |        |  |
|  |             | G Goldhoff F Romboli         | G Goldhoff F Romboli         | 7           | 6           |  |  |                  | G Goldhoff F Romboli         | G Goldhoff F Romboli         | 6                          | 6                    |                      |     |            |                              |                              |                                  |                                  |   |   |        |        |        |        |        |  |
|  |             | F Cabral A Pellegrino        | F Cabral A Pellegrino        | 7           | 6           |  |  |                  | F Cabral A Pellegrino        | F Cabral A Pellegrino        | 4                          | 4                    |                      |     |            |                              |                              |                                  |                                  |   |   |        |        |        |        |        |  |
|  | 2           | VV Cornea D Molčanov         | VV Cornea D Molčanov         | 5           | 3           |  |  |                  |                              |                              |                            |                      |                      |     |            |                              |                              |                                  |                                  |   |   |        |        |        |        |        |  |